# Epropetes metallica
Epropetes metallica là một loài bọ cánh cứng trong họ Cerambycidae.